# Campionati europei di 470 1969
I Campionati europei di 470 1969 si sono svolti a Castiglione della Pescaia, in Italia, dal 26 al 30 agosto 1969.

## Podi
| Evento   | Oro                              | Argento                            | Bronzo                                |
| 470 Open | Francia Marc Bouet Michel Christ | Francia Marc Laurent Michel Cornic | Svizzera Bernard de Gaudenzi Malignon |

## Medagliere
| Posiz. | Nazione  | Oro | Argento | Bronzo | Totale |
| ------ | -------- | --- | ------- | ------ | ------ |
| 1      | Francia  | 1   | 1       | 0      | 2      |
| 2      | Svizzera | 0   | 0       | 1      | 1      |
| Totale | Totale   | 1   | 1       | 1      | 3      |